# Манолис Драгогияс
Манолис Драгогияс (на гръцки: Μανώλης Δραγώγιας) е виден гръцки художник.

## Биография
Драгогияс е роден в 1933 година в кожанското село Левкопиги. През 1962 година се премества в Хамбург, Германия, където учи живопис в продължение на две години и попада под влиянието на импресионизма. Мести се в Мюнхен, където му повлиява Мюнхенската школа. През 1964 година се връща в Солун и преподава в частното училище „Кораис“.
Темите му са пейзажи с реки, езера, морета и брегове, докове, рибарски лодки, селският бит и фолклорни прояви. През 2010 година е отличен от дем Кожани със сребърен медал на града, по повод 55 години на художественото му творчество.